# Чермой
Чермой (чечен.Чармой ) — один из многочисленных чеченских тайпов юго-восточной Чечни.

## Расселение

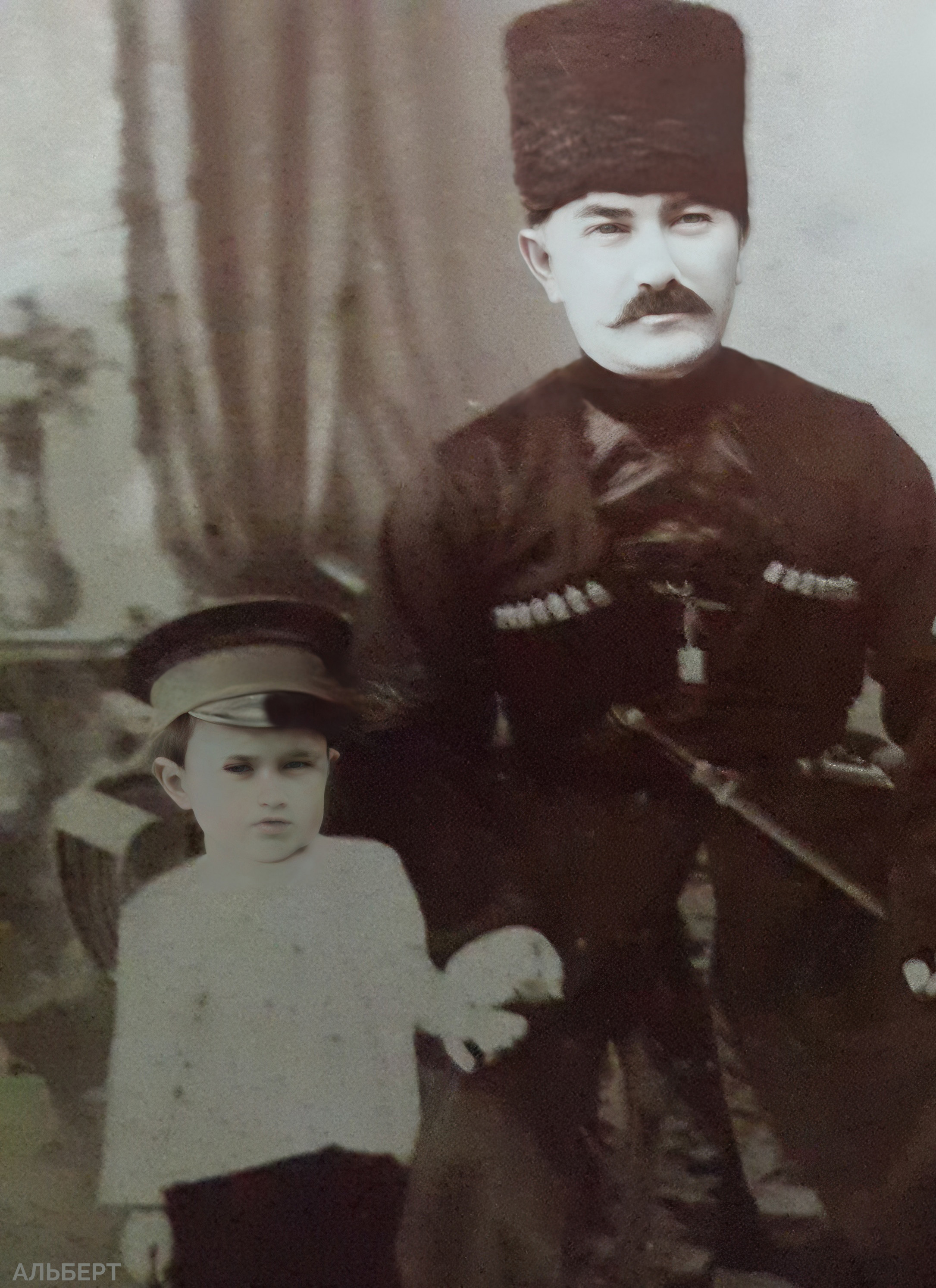
Батукаев Ахмат с сыном. Представители тайпа чермой.

В древности общество локализовалось на горе Чермойн лам, протянувшись с юго-запада на северо-восток до реки Хул-Хулау от селения Махкеты до Харочоя, оставляя на севере селение Ведено. На склонах и вершине Чермойн лам обнаруживаются древние могильники, городища и культовые места, в числе которых и Тишоли тӏе, посвященное богине плодородия и деторождения Тишоли.
Земли тайпа граничили на востоке с Харочо, на юге — с ЧIебарла, на западе — с Садой и Сярбалой, на севере — с Дишни-Ведана и Элистанжи. Из-за трудных условий жители давно спустились на плоскость и широко расселились в равнинных селениях, особенно в долине реки Бас, где основали крупное селение Махкаты.
В настоящее время представители тайпа, проживают в следующих населённых пунктах Чечни:
- Махкеты (чеч. Махкатӏе)
- Ногай-Мирза-Юрт (чеч. Ломаз-Юрт)
- Дуба-Юрт (чеч. Дубин-Эвла)
- Наурская (чеч. Новр-гӏала)
- Автуры (чеч. Эвтара)
- Шали (чеч. Шела)
- Гойты (чеч. ГIойтӏа)
- Цоци-Юрт (чеч. Цоцин-Эвла)
- Мескер-Юрт (чеч. Мескар-Эвла)
- Джалка (чеч. Джалка)
- Алхан-Юрт (чеч. Іалхан-Юрт)
- Старые Атаги (чеч. Йоккха-Атагlа)
- Новые Атаги (чеч. Атагlа)
- Старая Сунжа (чеч. Соьлжа-Юрт)
- Знаменское (чеч. ЧIулга-Юрт)
- Чечен-Аул (чеч. Чечана)
- Энгель-Юрт (чеч. Энгель-Юрт)
- Урдюхой (чеч. Урд-Юхе)
- Грозный (чеч. ГӀала)
- Толстой-Юрт (чеч. Девкар-Эвла)
- Аргун (чеч. УстаргӀардойн-Эвла)
- Герзель-Аул (Герзель-Эвла)
- Бешил-Ирзу (чеч. Бешал-Ирзе)
- Шелковская (чеч. Шелковски)
- Верхний Нойбер (чеч. Лакха-Нойбоьра)
- Ойсхара (чеч. Ойсхар)

В целом по России и в других странах.

## Структура
Тайп делится на следующие некъе (линии):
- Амай некъе
  - Лечи гар, Буси гар и др.
- Хьажи некъе
- Бетарсхан некъе
  - ТIиблой гар, Хасай гар, Тинкахой гар и др.
- Биги некъе
  - Жанай гар, Муртаз гар и др.
- КIорнай некъе (родоначальник КIорни ~1725-1770 гг.)
  - Непи гар и др.
- Бугӏи некъе
- Маьхчи некъе
- Раджаб некъе
- Галай некъе

С генетической точки зрения родственными тайпами являются: Харачой, Элистанжи, часть Чунгарой и др.

## История
Происхождение тайпа окутано множеством мифов и легенд, не имеющих никакую историческую ценность, что соответствует большинству подобных историй происхождения других тайпов. Иногда эти истории полностью идентичны. В частности тайп происходит из исторической области Нашха, как и большинство ичкеринских тайпов, что были загнаны туда во времена нашествия монголо-татар. Наиболее популярной версией является, что тайп берет своё начало из селения Чармаха, что находится в Нашхе.
Начало переселению чермойцев с вершины горы Чермой-Лам началось примерно в 1790—1797 гг. В общей сложности переселение длилось 40-50 лет. Аул Чермой еще значится на карте Закавказского края составленной из материалов генерального штаба отдельного кавказского корпуса в 1834 году. На 1840 год, аул упомянут как разрушенный.

## Известные личности
- Юсуп-Хаджи — знаменитый богослов.
- Тангай Махкетинский (1832—1902) — один из руководителей национально-освободительного восстания 1877 года в Чечне, наиб имама Алибека-Хаджи Алдамова.
- Саидов Билал — советский чеченский писатель, поэт, драматург, актёр и режиссёр.
- Саид-Хамзат Нунуев — писатель, драматург, историк, российский общественный деятель.
- Аслаханов Асламбек — политик, советник президента России по проблемам Северо-Кавказского региона (2004—2008), генерал-майор милиции МВД СССР, доктор юридических наук, профессор.
- Яховхаджиев Абубакар (1861—1937) религиозный деятель, богослов.